# Tim Wolde
Janus Erik Timothy "Tim" Wolde, född 14 juli 1975, är en svensk rappare.
Under artistnamet ”MC Tim” spelade han som 13-åring in singelskivan Jag är def 1989. Den producerades av duon Bomkrash och var ett av de första allvarligt menade försöken att göra rap på svenska. Denna singels roll har diskuterats i efterhand; ett läger anser att det var en milstolpe bara genom att den gavs ut, andra anser att den senare försvårade för den svenska rappen att ses seriöst.
Han återkom i rampljuset som rappare i Fläskkvartetten på deras album Flow 1993 och på Fire Fire, 1996. Han deltog även i Fläskkvartettens turné vintern 1993-1994.
Under senare år har han haft en mer tillbakadragen tillvaro, men under 2007 medverkade han på Dogge Doggelitos album Superclasico på låten Jag E Def 2. Året efter medverkade han på Pato Poohs Ahbow remix #1.
2014 medverkade han på värmländska rapparen Basos musikvideo till låten Den nya Nationalsången från skivan Man Ska Inte Dö Nyfiken. Där kritiseras Sverigedemokraterna.